# クラヴィオリン
クラヴィオリン (clavioline) は、アナログシンセサイザーの先駆となったキーボード（鍵盤楽器）。フランスの技術者コンスタン・マルタンが、1947年にヴェルサイユで発明した。
この楽器は、キーボードとセパレート型のアンプとスピーカーのユニットから構成されている。キーボードは、通例では3オクターブをカバーして、音色を切り替えたり、（この楽器の特徴である）ビブラートを加える多数のスイッチが付いており、様々なエフェクトが表現できた。クラヴィオリンは、真空管の発振回路でブザーのような、ほぼ正弦波の波形を作り、これをハイパスフィルタやローパスフィルタを用いて変形してフィルタ処理し、またビブラートも加える。アンプもまた、この楽器の特徴的な音色作りに貢献し、大量のディストーションを生み出すことができた。
クラヴィオリンは、異なるいくつもの会社からそれぞれのモデルが製造されていた。特に重要だったのは、スタンダード、リヴァーブ、コンサートの各モデルで、フランスのセルマーとアメリカ合衆国のギブソンが1950年代に製造していた。オクターブ・トランスポジション機構によって6オクターブが出せるモデルはハラルト・ボーデによって開発され、特許をもっていたのはドイツのヨルゲンセン・エレクトロニック (Jörgensen Electronic) であった。イングランドでは、ジェニングス・オルガン・カンパニー（Jennings Organ Company：ヴォックスの前身）が、セルマーのクラヴィオリンに示唆を得た、自立した電子キーボードの最初に成功した製品として Univox を発表した。日本では、エース電子工業が ACE TONE のプロトタイプとして発表したキャナリーS-2（1962年）が、クラヴィオリンを基にした製品であった。

## おもな録音
クラヴィオリンは、ポピュラー音楽や映画の数多くの録音に用いられてきた。モーグ・シンセサイザーが登場する以前の1960年代には、メロトロンとともに、ロックやポップ系のミュージシャンたちのお気に入りのキーボード楽器の一つであった。
- 「Little Red Monkey」（1953年）は、フランク・チャックスフィールドのチューンスミス (Tunesmiths) による楽曲で、ジャック・ジョーダン (Jack Jordan) がクラヴィオリンを演奏していた。ジョーダン自身による、より早い時期の録音も HMVレーベルから発表された。
- 1953年から1954年にかけて、ヴァン・フィリップス (Van Phillips) は、SFラジオ・ドラマ三部作『Journey into Space』のために、クラヴィオリン用の楽曲を作曲した[10]。
- ボリウッドのヒンディー語映画『Nagin』（1954年）では、カリャンジ・ヴィルジ・シャー（英語版）が蛇使いの楽曲「Man dole mera, tan dole mere」をクラヴィオリンで演奏しており、その音楽監督を務めたのは、へマント・クマル（英語版）であった[11]。
- デル・シャノンの「悲しき街角(Runaway)」と「花咲く街角 (Hats Off to Larry)」（1961年）は、いずれもブリッジ・ソロのところでマックス・クルック（英語版）が、自身でミュージトロン (Musitron) と呼んでいた、大幅に改造したクラヴィオリンを演奏していた[1]。
- イングランドの音楽プロデューサー、ジョー・ミークは、1960年からクラヴィオリンを使ったレコーディングを始めた[12]。彼がプロデュースしてヒットしたザ・トルネイドースのインストゥルメンタル曲「テルスター (Telstar)」（1962年）は、クラヴィオリンか、あるいは Univox が用いられており[7]、シングルのB面曲「Jungle Fever」も同様であった[1]。マーク・ブレンド (Mark Brend) によれば、実際に使用された楽器が何であったかについては長らく論争の的となっているが、「わずかな可能性ながら、ミークが「テルスター」で Univox を使用した上で、クラヴィオリンをミックスしたこともあり得る」という[13]。
- ジャズのアルバムでは、サン・ラの『The Magic City』（1966年）、『The Heliocentric Worlds of Sun Ra, Volume Two』（1966年）、『Atlantis』が、クラヴィオリンを使っている[14]。
- ザ・ビートルズは、「ベイビー・ユーアー・ア・リッチ・マン (Baby, You're a Rich Man)」でクラヴィオリンを使い、1967年7月にシングル「愛こそはすべて (All You Need Is Love)」のB面曲として発表した。ジョン・レノンは、オーボエのセッティングでこの楽器を演奏し、インドのシェナイ（英語版）を思わせるエキゾチックな響きを生み出している[15]。『Sound on Sound』誌のクラヴィオリン特集記事で、ゴードン・リード (Gordon Reid) は、「ベイビー・ユーアー・ア・リッチ・マン」と「テルスター」の2曲を、この楽器を用いたポップ音楽の代表的な事例に挙げている[1]。ザ・ビートルズが使用したクラヴィオリンは、ロンドン、アビー・ロードのEMIスタジオが所有していたものであった。
- ストローブスの1972年のアルバム『グレイヴ・ニュー・ワールド (Grave New World)』には、キーボード奏者ブルー・ウィーヴァー（英語版）がクラヴィオリンを演奏している楽曲「The Flower And The Young Man」が収録されている。
- ザ・ホワイト・ストライプスは、アルバム『イッキー・サンプ (Icky Thump)』（2007年）で、1959年製の Univox を使用している[16]。
- ダレン・アリソン（英語版）は、デイジー・ベル (Daisy Bell) のアルバム『London』（2015年）に収録されたウィリアム・ブレイクの「Eternity」で、クラヴィオリンを演奏している。
- ザ・ジョン・バリー・セヴン（英語版）のジョン・バリーは、クラヴィオリンをフィーチャーした「Starfire」と題された楽曲を録音し、テレビ・シリーズ『宇宙船XL-5 (Fireball XL5)』のテーマの45回転シングルに収めた。クラヴィオリンは、バリーのLPアルバム『Stringbeat』や、その当時の様々な録音でも広く取り上げられ、バンドリーダーで、後にベニー・ヒルの共演者となったテッド・テイラー (Ted Taylor) が演奏にあたっていた。
- クラヴィオリンは、マイク・オールドフィールドの2017年のアルバム『Return to Ommadawn』にも用いられている。
- 日本の映画『地球防衛軍』（1957年）および『宇宙大戦争』（1959年）では、宇宙船の効果音にクラヴィオリンを用いている[17]。